# Chinezen in Australië
In 2006 waren er volgens statistieken 669.890 Chinezen in Australië. Zij vormen daarmee 3,4% van de Australische bevolking.

## Geschiedenis

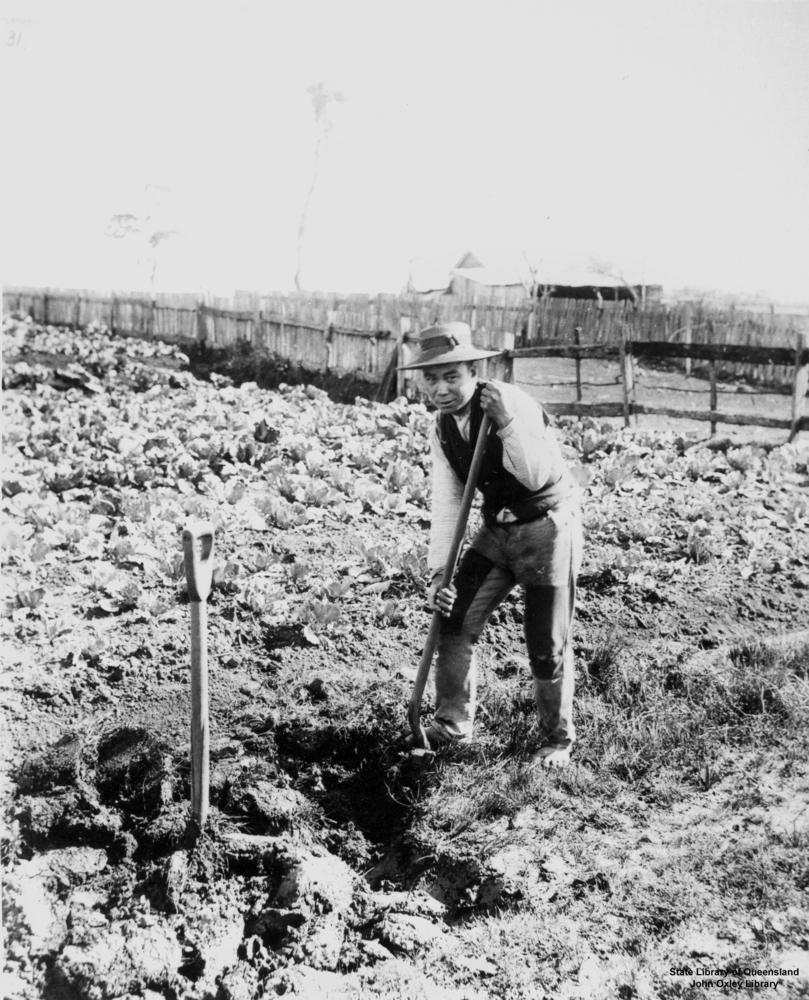
Chinese markttuinder in 1893

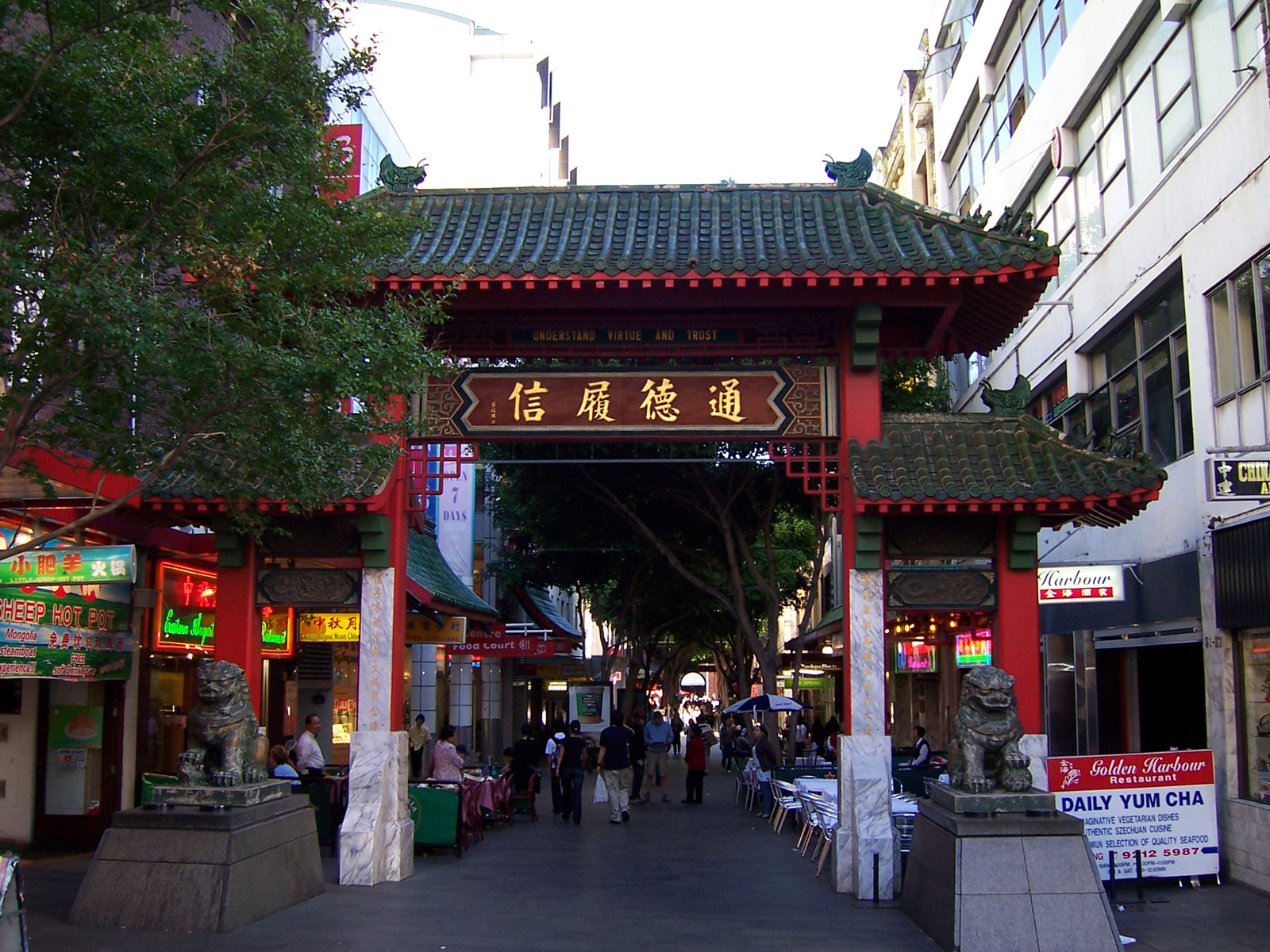
Sydney Chinatown

In 1788 kwamen de eerste Chinezen in New South Wales wonen. De eerste was Mak Sai Ying. Van 1848 tot 1853 kwamen er 3000 Chinese contractarbeiders uit Xiamen voor werk op het platteland van New South Wales. Ze werden hevig gediscrimineerd door de Australiërs. De periode van 1853 tot 1877 was er de goudkoorts. Vele Chinezen kwamen naar Australië op zoek naar goud. Er kwamen veel anti-Chinese bewegingen, zoals de Lambing Flat riots.
In de jaren vijftig en zestig van de 20e eeuw kwamen veel Hongkongers naar Australië om te werken in Chinese restaurants. Ook kwamen Hongkongse vrouwen om te trouwen met een Chinese Australiër. In de jaren zeventig kwamen veel Chinese Vietnamezen als asielzoekers in Australië.

## Chinatowns
De steden Sydney, Melbourne, Brisbane, Perth en Adelaide hebben elk een Chinatown. Op het platteland van Australië kan men soms nog zeer kleine en bijna verlaten Chinatowns vinden. Deze waren vroeger gesticht door Chinese goudzoekers en spoorwegbouwers. Daar zijn dan nog kleine Chinese tempels te vinden.

## Organisaties
- Overseas Chinese Association Australia Sydney Chapter Youth Corps (雪梨華僑協會青年團)
- Culture Center of OCAC in Sydney (雪梨華僑文教服務中心)
- Federation Of Overseas Chinese Associations (Australië) (華僑救國聯合總會)
- Evergreen Taoist Church of Australia

## Beroemde Chinese Australiërs
- Tony Ayres
- Cecilia Cheung
- Chen Yonglin
- Moses Chan
- Richard Chee Quee
- Christopher Cheng
- Julian Cheung
- Jimmy Chi
- Anna Choy
- Guang Li
- Lisa Ho
- Jeff Fatt
- Kwong Sue Duk
- Kylie Kwong
- Sophie Koh
- Lee Lin Chin
- zakenman Ken Lee
- Li Cunxin
- Hong Lim
- Nina Liu
- Mak Sai Ying, eerste Chinese immigrant in Australië
- Mei Quong Tart
- Cindy Pan
- Sam Poo
- William Poy
- Jack Wong Sue
- Zhao Zong-Yuan
- James Wan